# Sèrra dera Pleta Naua
La Sèrra dera Pleta Naua és una serra que forma part del Pirineu axial. Està situada al municipi de Vielha e Mijaran a la comarca de la Vall d'Aran, amb una elevació màxima de 2.612 metres. El seu vessant sud forma, juntament amb el Sarrat dera Gerbosa, el límit septentrional de la Vall de Molières, la qual desaigua al Noguera Ribagorçana. El seu vessant nord dona a la vall del riu Nere, el qual és afluent de la Garona.